# Kirchentheorie
Der Begriff Kirchentheorie ist ein seit Beginn des 20. Jahrhunderts verwendeter Begriff für ein spezifisches theologisches Selbstverständnis von Kirche hinsichtlich ihrer Organisationsgestalt und funktionalen Aufgaben. Der Begriff hat dabei verschiedene Umdeutungen erfahren.
In den aktuellen Diskussionen um das Bild und das Selbstverständnis von evangelischen Kirchen erlebt der Begriff der Kirchentheorie in bewusster Abgrenzung zur Ekklesiologie erneut eine Neuinterpretation durch die Vernetzung mit anderen wissenschaftlichen Disziplinen wie Betriebswirtschaft, Organisationslehre, Geographie oder Soziologie.

## Die ältere Debatte – Kirchentheorie als negativer Abgrenzungsbegriff (um 1900)
Der Begriff „Kirchentheorie“ wurde erstmals im Zusammenhang mit der Modernismusdebatte des Katholizismus Ende des 19. bzw. Anfang des 20. Jahrhunderts verwendet.  Als Klassifizierung des Kirchenverständnisses der „Modernisten“ ist der Begriff bei den katholischen Antimodernisten nachweisbar. Als Gegner wird von den Antimodernisten einerseits der protestantisch-theologische „Modernismus“ mit Adolf von Harnack („Wesen des Christentums“) angesehen. Andererseits wird seitens der katholischen Amtskirche die katholische Reformbewegung des Modernismus mit dem Begriff „Kirchentheorie“ negativ belegt. Die negative Abgrenzung des Begriffs liegt in der innerweltlichen Interpretation von Kirche. Diese Vorstellung von einer innerweltlichen Organisation Kirche wurde seitens Papst Pius X. in der Enzyklika Pascendi von 1907 mit dem seinerzeitigen Schmähbegriff „Modernisten“ disqualifiziert. Die negative Deutung führt in der katholischen Kirche 1910 zum Antimodernisteneid, der von katholischen Klerikern bis 1967 abgelegt werden musste.
Diese Negativdeutung der „Kirchentheorie“ wurde jüngst von Papst Benedikt XVI. in seiner Regensburger Rede vom 12. September 2006 konkret wieder aufgegriffen und als zweites der drei grundlegenden Problemfelder der „Ent-Hellenisierung“ des Christentums (mit Nennung des evangelischen Theologen Adolf von Harnack) ausgeführt. Die damit aktuell erneuerte katholische Abgrenzung wurde aber aufgrund der Debatten um das so genannte Papstzitat von Regensburg kaum diskutiert.

## Positive Deutung: Funktionale Kirchentheorie (um 1970)
Erst in den 1960er Jahren und besonders seit zirka 1970 findet der Begriff in der theologischen sowie kirchlichen Landschaft erneut häufige Verwendung. Dagegen tritt der Gebrauch des Begriffs Ekklesiologie stärker zurück. In Anlehnung an die gesellschaftstheoretischen Debatten (Gesellschaftstheorie, Institutionentheorie, „Organisationstheorie“, „Staatstheorie“ oder auch „Systemtheorie“) entsteht der Begriff Kirchentheorie neu. Er erhält eine positive Umdeutung.
Eine Gruppe von Personen um den Soziologen und Theologen Karl-Wilhelm Dahm beschäftigte sich intensiv mit der Suche nach einem positiven Begriff, der einerseits eine dogmatisch-ekklesiologische Engführung vermied und anderseits sich nicht von einer gesellschaftspolitischen Ausrichtung einvernehmen ließ. Als Geburtsstunde des Begriffs „Kirchentheorie“ in seiner soziologisch-funktionalen Dimension wird das Buch Beruf: Pfarrer von Dahm angesehen. Das im Herbst 1971 erschienene Buch etablierte die „funktionale Theorie des kirchlichen Handelns“. Obgleich Dahm den Begriff „Kirchentheorie“ intern schon ausführte und mit ihm als Person identifiziert wurde, verwendet er den Begriff selbst nicht in seinem Buch. Seine Theorie wurde aber sofort als „funktionale Kirchentheorie“ rezipiert. Mit Dahms „funktionaler Theorie kirchlichen Handelns“ erhielt der Begriff „Kirchentheorie“ eine programmatische Ausrichtung, die geeignet war, einerseits eine theologische Position (Lebensbegleitung und Wertevermittlung) und andererseits eine soziologische Variante (soziologisch-empirische Beschreibung von Kirche) über die inhaltlich bestimmte Adjektivjunktion „funktional“ angemessen auszusagen. Diese Verbindung wurde als „funktionale Kirchentheorie“ zur tragfähigen Alternative zu bisherigen ekklesiologischen Kirchenmodellen.

## Kirchentheorie in der aktuellen Diskussion

### Reiner Preul: Kirchentheorie (1997)
Reiner Preul veröffentlichte 1997 die erste Monografie mit dem Titel „Kirchentheorie“. Darin wird der praktisch-theologischen Versuch unternommen, kybernetisches Gedankengut und systemtheoretische Begrifflichkeiten in eine ekklesiologische Gedankenwelt einzuführen. Er siedelt Kirchentheorie als Bindeglied zwischen Praktischer und Systematischer Theologie an.

### Aktuelle Facetten der Kirchentheorie
Seit Preul wurden unterschiedliche Versuche unternommen, Kirche in ihrer Verbindung zwischen soziologischer Gestalt und theologischer Verortung zu beschreiben. Die verschiedenen Zugänge zur vorfindlichen Kirchen bzw. zu kirchlichen Anforderungen in der Welt sind seither weder in ihrem Zugangsverständnis homogen noch nach einer einheitlichen Methodik entwickelt und auch nicht auf soziologische Aspekte beschränkt. Folgende Zugänge sind nachweisbar:
- Betriebswirtschaftlicher (Becker, 1995; McKinsey, 1996),
- Ökumenischer (Scherle, 1998),
- Städtischer (Löwe, 1999),
- Kontextueller (Anselm, 2000),
- Berufssoziologischer (Karle, 2001), oder
- Geografischer Zugang (Scherz, 2005).

Die Analysen und Bewertungen der „empirischen Kirche“ ergeben sich häufig aufgrund von festgestellten Frakturen zwischen (kirchen-)theoretischen Vorstellungen und empirischen Praxiserfahrungen. Diese Brüche werden beschrieben unter anderem als Konflikt zwischen Parochie und NichtParochie, als Diskrepanz zwischen Mitgliedermobilität und Stadtgemeinden, als differierende Interessen (z. B. evangelikale zu evangelischen, Bildungs- zu Hauskreisinteressenten) unterschiedlicher Mitgliedergruppen innerhalb einer Kirchengemeinde, als Minderheitenkirche in Ostdeutschland oder auch als Profilkrise.

### Jan Hermelink: Kirchentheorie (2017)

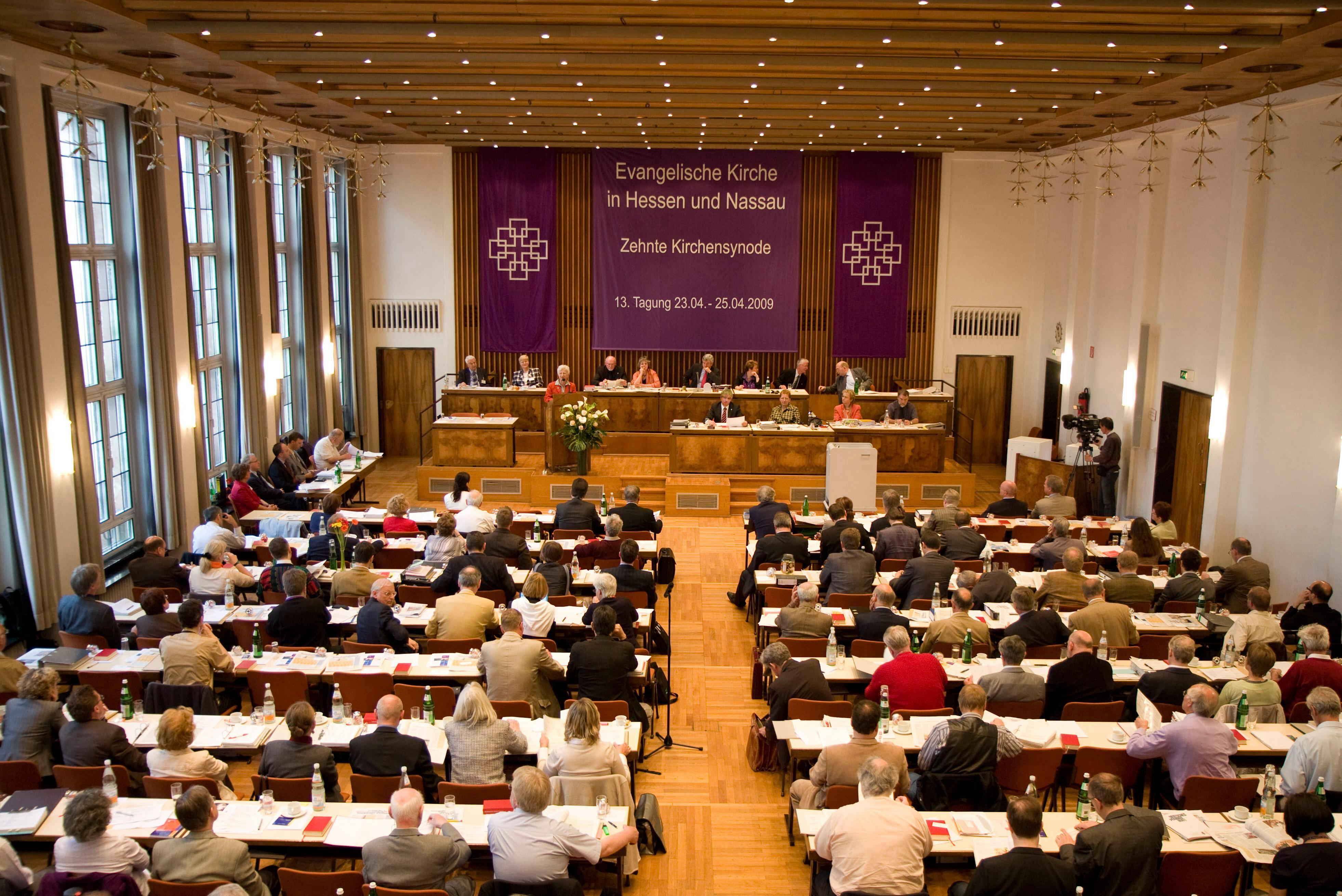
Leitungsstrukturen: Synode der Evangelischen Kirche in Hessen und Nassau (2009)

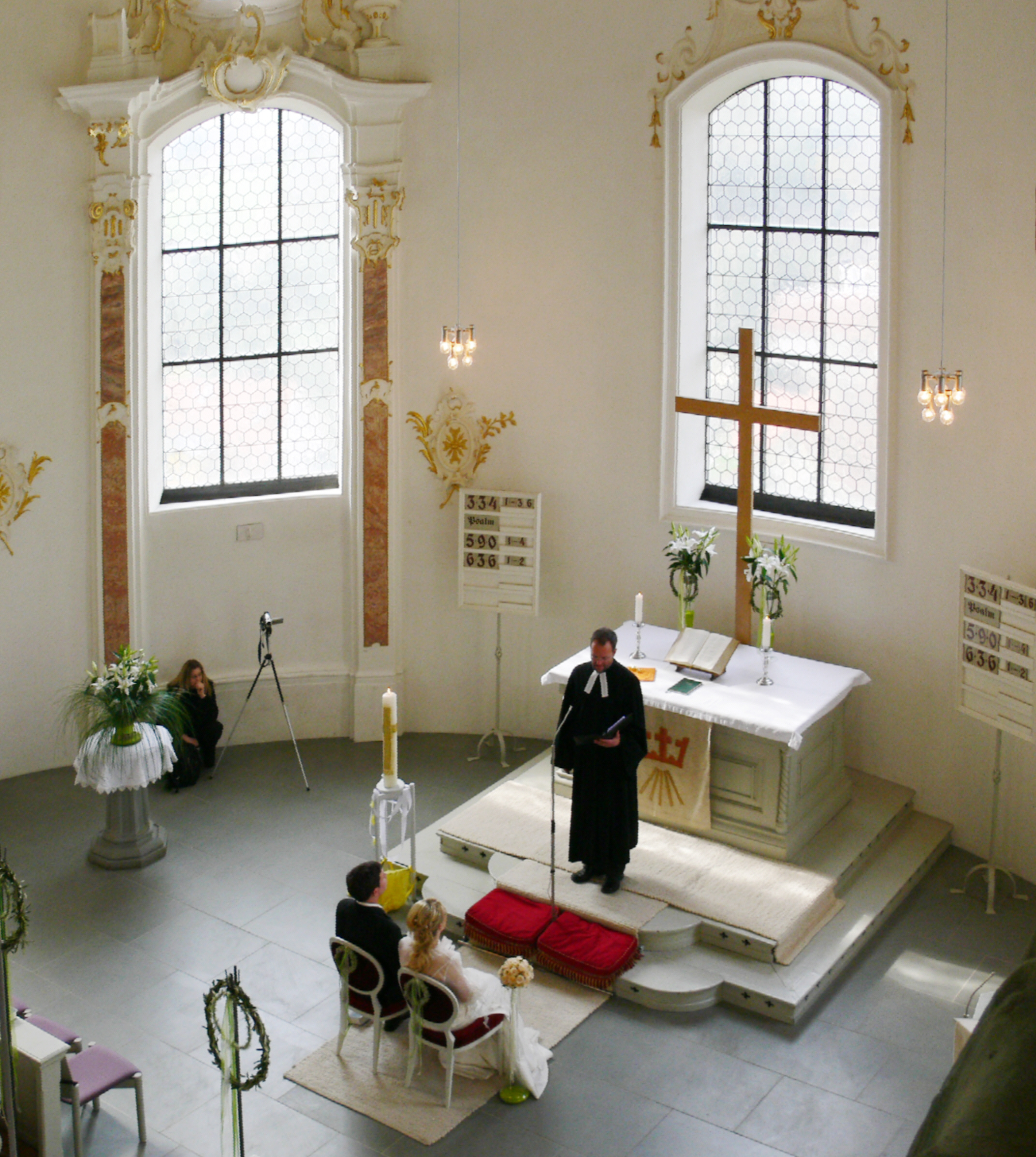
Kasualien: Evangelische Trauung in der Schloßkirche Tettnang (2008)

Jan Hermelink veröffentlichte 2017 einen Beitrag zur kirchentheoretischen Situation in „Praktische Theologie. Ein Lehrbuch“ (2017).
Herausfordernd sind dabei exemplarisch der Kulturwandel seit den 1960er Jahren (Austritte, Fragen zu konfessionellem Religionsunterricht, Sexualethik, Kirchensteuer, …), und Veränderungen seit den 1990ern (Wirtschaftskrisen, Migration, Überalterung, …), was zu Reorganisations- und Rückbauprozessen in der Kirche führt (Personalstellenstreichungen, Gebäudeverkauf, Fusionen, …) (1).
Eine evangelische Landeskirche besteht aus parochialen Territorial-, aber auch Personal- und Funktionalgemeinden, organisiert in Kirchenkreisen und zusammengefasst in der übergeordneten EKD, wobei auch vereinsartige und sozial-diakonische Organisationen mehr oder weniger zur Kirche gehören (2.1). Kirche hat Mitglieder, für die sie Kasualien bereitstellt und von denen sie Kirchensteuer erhält, und Mitarbeitende, die entweder im Pfarramt wie Staatsbeamte gestellt sind oder in anderen Bereichen nach allgemeinem Arbeitsrecht angestellt sind, wobei das Ehrenamt keine geringe Rolle spielt (2.2). Kirche hat eine medial-öffentliche Präsenz (2.3) und zeichnet sich in ihren Leitungsstrukturen vor allem durch Gremien aus, die mehrheitlich aus Laien besteht (anders als in der römisch-katholischen Kirche) (2.4).
29 % der deutschen Bevölkerung war 2010 Mitglied der evangelischen Kirche, Mitarbeitende und vor allem Pfarrerinnen und Pfarrer wurden im Zeitraum von 2003 bis 2013 weniger, sozial-diakonisches und ehrenamtliches Engagement hingegen ist gestiegen (3.1). Von der Kirche werden religiöse (Kasual-, Fest- und Familiengottesdienste) als auch soziale (Diakonie) Leistungen erwartet (3.2). Die Mitgliedschaft wird am stärksten mit biografisch-sozialen Zusammenhängen begründet, wobei auch das kirchliche Engagement für die Gesellschaft eine Rolle spielt, wohingegen eigene Glaubensüberzeugungen weniger bedeutsam sind (3.3). Finanziell gestützt wird die Kirche zum Großteil über Kirchensteuern, zu einem kleineren Teil auch über staatliche Fördermittel und zum kleinsten Teil über Spenden. Die Ausgaben bestehen zu ca. zwei Dritteln in der Bezahlung von Angestellten, daneben spielt mit 10 % auch die Gebäudeerhaltung eine große Rolle (3.4).
Von ihren reformatorischen Ursprüngen her wird die Kirche ekklesiologisch bestimmt als Geschöpf des Wortes (creatura verbi), durch das Allgemeine Priestertum als Gemeinde konstituiert und nicht zuletzt durch das landesherrliche Kirchenregiment mit staatlicher Regierung verknüpft (4.1). Der Landesherr als summus episcopus hatte einen erheblichen Einfluss, wogegen sich pietistische Strömungen wendeten, die ein gemeinschaftskirchliches Ideal verfolgten, ähnlich wie auch Schleiermachers staatskritische Ekklesiologie. Im Laufe des 19. Jahrhunderts traten Staat und Kirche stärker auseinander, die Schulaufsicht ging von der Kirche an den Staat über und von nun an wurde Kirchensteuer gezahlt (4.2). Zwischen 1918 und 1945 stand die Kirche vor allem vor der Frage über ihr Verhältnis zur Kultur, das entweder affirmierend (z. B. Dibelius) oder ablehnend (Barth – Barmer Theologische Erklärung) sein konnte (4.3). Ab den 1950ern wandelte sich das Missionsverständnis durch die Entkolonialisierung hin zum Konzept „missio dei“. Die Pluralisierung löste in den 1960ern bisher Selbstverständliches auf und eine politische Theologie entstand (Sölle, J. B. Metz). Prägend für die Kirchenreformversuche dieser Zeit ist Ernst Lange (4.4).
Kirche nimmt in der Gesellschaft je nach Blickwinkel die Rolle eines Vereins, einer Dienstleistungsorganisation oder eines Unternehmens ein (5.1). Als Gemeinde macht sie Glauben erfahrbar und ermöglicht regelmäßige persönliche Begegnung und Beteiligung (5.2). Kirchliche Leitung hängt wie bei anderen Organisationen stark von der Kompetenz einzelner Leitungspersonen ab. Zu den diskutierten Leitungsprinzipien zählen etwa „Geistliche Leitung“ oder Ernst Langes „Konziliarität“ (5.3). Das Ziel kirchlichen Handelns ist es, gelebte Religion immer wieder neu anzuregen (5.4).
Aktuell diskutiert werden gegenwärtig Ökonomisierung und Regionalisierung, die durch die kirchlichen Finanznöte seit den 1990ern forciert zum Thema wurden (6.1). Neben diesen innerkirchlichen Strukturveränderungen wird über die Bewegung nach außen nachgedacht, sei es im missionarischen Gemeindeaufbau (z. B. Institut für Evangelisation und Gemeindeentwicklung) oder bei fresh expressions of church, die experimentell jenseits der herkömmlichen Strukturen nach Ausdrucksformen suchen (6.2). Kirche bewegt sich jedenfalls schon jetzt in verschiedenen Öffentlichkeiten, wie etwa im Ethikdiskurs (Public Theology), in Bildung, Kultur, Politik und Tourismus (6.3).
Die Pluralität kirchlichen Handelns nimmt zu, wodurch auch die Forderung nach einem klaren Profil größer wird. Diese Spannung von Pluralität und Profilierung wird in Zukunft kirchentheoretische Fragen besonders stark bestimmen (7).

## Inhaltliche Deutungsansätze des Begriffs „Kirchentheorie“
Es lassen sich heute mindestens vier Aspekte der Kirchentheorie unterscheiden:
1. Zunächst ist der Begriff eine Abgrenzung zu dem dogmatischen Begriff „Ekklesiologie“. Die Sozialgestalt der Kirche als Institution oder als Organisation tritt in den Fokus der Betrachtung. Kirche wird somit zu einer fassbaren Einheit, die mittels Beobachtungs-, Mess- und hermeneutischen Methoden hinsichtlich ihrer Funktionen, Strukturen und Ausprägungen erfasst und beschrieben werden kann
2. Kirchentheorie versucht, Antworten auf die strategische Frage nach den innerweltlichen Funktionen der Kirche zu geben. Welche Aufgaben und Funktionen hat Kirche in der Welt bzw. Gesellschaft wahrzunehmen? Diese zweite Intention wirft die Kirchenorganisation auf ihre eigenen Strukturen und Prozesse zurück. Sie fragt nach dem Ziel kirchlicher Praxis und wird zu einer planerischen bzw. strategischen Komponente der Kirchentheorie. Kirchliche Funktionen und Aufgaben sind aber ursächlich mit den Berufsfunktionen (primär: Pfarrberuf) innerhalb der Kirchenorganisation verbunden.
3. Kirchentheorie ist immer auch in der Verbindung zu den Aufgabenstellung der kirchlichen Berufsfunktionen (z. B. pastorale, pädagogische, verwaltende) verbunden. Dahms Kirchentheorie etabliert sich über den Beruf des Pfarrers. Heute dürften alle Berufe der Kirche und ihre kirchentheoretischen/-praktischen Funktionen in einer Konzeption zur Theorie von Kirche zu entwerfen sein, um dem eigenen und gesellschaftlichen Anspruch zu genügen.
4. Die Diskussion um eine Kirchentheorie offenbart letztlich ein grundlegendes theologisches Wissenschaftsproblem. Mit der Kirchentheorie erhalten empirische Methoden der Sozialforschung gleichrangigen Zugang zur Kirche wie die hermeneutischen Methoden. Die Hermeneutik ist bisher noch die Leitmethode theologischer Wissenschaft. Auch wenn sie erst maximal 100 Jahre in dieser Form etabliert ist, scheint ein Paradigmenwechsel anzustehen. Mit Thomas S. Kuhns Hinweis auf die Formen einer wissenschaftlichen Revolution kann von einer außerordentlichen Wissenschaftsphase in der Theologie gesprochen werden, der sich am Forschungsgegenstand Kirche offenbart.

Somit eröffnen sich auch die neuen „Richtungen“ für kirchentheoretische Ansätze, die sich durch sozioempirische Wirklichkeitszugänge mit den neusten Sozial- und Gesellschaftstheorien (z. B. „Kirche als Netzwerkorganisation“) ergeben.